# Bačkov (kraj Wysoczyna)
Bačkov – wieś i gmina w Czechach, w powiecie Havlíčkův Brod, w kraju Wysoczyna.
1 stycznia 2017 gminę zamieszkiwało 119 osób, a ich średni wiek wynosił 44,4 roku.